# Jana Gantnerová
Jana Gantnerová (Kežmarok, 15 luglio 1989) è un'ex sciatrice alpina slovacca.
È figlia di Jana Šoltýsová e nipote di Anton Šoltýs, a loro volta sciatori alpini di alto livello.

## Biografia

### Stagioni 2005-2012
Attiva in gare FIS dal novembre del 2004, ha esordito in Coppa del Mondo il 22 ottobre 2005 nello slalom gigante di Sölden, uscendo nella prima manche, e in Coppa Europa il 13 dicembre successivo ad Alleghe nella medesima specialità, senza qualificarsi per la seconda manche. Ha preso parte per la prima volta a un'edizione dei Giochi olimpici invernali a Torino 2006, classificandosi 36ª nella discesa libera, 48ª nel supergigante e non completando lo slalom gigante e la combinata.
Nel 2008 ha vinto l'Australia New Zealand Cup e nel 2009 ha debuttato ai Campionati mondiali: nella rassegna iridata di Val-d'Isère non ha completato la prova di slalom speciale. Ai XXI Giochi olimpici invernali di Vancouver 2010 è stata 35ª nello slalom gigante e 24ª nello slalom speciale, mentre l'anno dopo, ai Mondiali di Garmisch-Partenkirchen, nelle stesse specialità si è classificata rispettivamente 38ª e 26ª. Il 10 marzo 2011 ha colto a Soldeu il suo unico podio in Coppa Europa: 3ª in slalom speciale.

### Stagioni 2013-2015
Dopo essersi piazzata 32ª nello slalom speciale e 22ª nella supercombinata (suo miglior piazzamento ai Campionati mondiali) a Schladming 2013, suo congedo iridato, il 24 febbraio 2013 a Méribel ha ottenuto i primi punti in Coppa del Mondo grazie al 16º posto in supercombinata che sarebbe rimasto il suo miglior piazzamento nel circuito.
Il 12 gennaio 2014 ha preso per l'ultima volta il via in Coppa del Mondo nella supercombinata di Altenmarkt-Zauchensee (30ª) e ai XXII Giochi olimpici invernali di Soči 2014, sua ultima presenza olimpica, non ha concluso né lo slalom speciale né la supercombinata. Si è ritirata durante la stagione 2014-2015 e la sua ultima gara è stata uno slalom speciale universitario disputato il 13 febbraio in Sierra Nevada, chiuso dalla Gantnerová al 15º posto.

## Palmarès

### Universiadi invernali
- 3 medaglie:
  - 1 oro (combinata a Trentino 2013)
  - 1 argento (discesa libera a Trentino 2013)
  - 1 bronzo (slalom speciale a Erzurum 2011)

### Coppa del Mondo
- Miglior piazzamento in classifica generale: 99ª nel 2013

### Coppa Europa
- Miglior piazzamento in classifica generale: 44ª nel 2008
- 1 podio:
  - 1 terzo posto

### Australia New Zealand Cup
- Vincitrice dell'Australia New Zealand Cup nel 2008
- Vincitrice della classifica di slalom gigante nel 2008
- Vincitrice della classifica di slalom speciale nel 2008
- Vincitrice della classifica di combinata nel 2008
- 8 podi:
  - 6 vittorie
  - 1 secondo posto
  - 1 terzo posto

#### Australia New Zealand Cup - vittorie
| Data              | Località     | Paese         | Specialità |
| ----------------- | ------------ | ------------- | ---------- |
| 31 agosto 2007    | Treble Cone  | Nuova Zelanda | SL         |
| 11 settembre 2007 | Mount Hutt   | Nuova Zelanda | SC         |
| 12 settembre 2007 | Mount Hutt   | Nuova Zelanda | SC         |
| 14 settembre 2007 | Mount Hutt   | Nuova Zelanda | SL         |
| 15 settembre 2007 | Mount Hutt   | Nuova Zelanda | GS         |
| 18 agosto 2009    | Mount Hotham | Nuova Zelanda | GS         |

Legenda:

GS = slalom gigante

SL = slalom speciale

SC = supercombinata

### Campionati slovacchi
- 11 medaglie[2]:
  - 7 ori (slalom gigante nel 2005; supergigante, slalom gigante, slalom speciale, supercombinata nel 2008; supergigante, supercombinata nel 2013)
  - 4 argenti (supergigante, slalom gigante nel 2006; slalom gigante nel 2010; slalom gigante nel 2013)